# Гагік I
Гагік I (помер 1020) — цар (шахіншах) Вірменії у 989–1020 роках.

## Життєпис
Походив з династії Багратідів, син Ашота III Милостивого. Був одружений з Катраміде — дочкою царя Сюніка Васака. Успішно проводив політику об'єднання вірменських земель та централізації влади. Придушив повстання царя Ташир-Дзорагету Давида I Безземельного, анексував від свого васала Сюнікського царя Смбата князівство Вайоц-Дзора, приєднав Хаченське князівство, забрав області Коговіт і Цахкотн у Васпураканського царства. За правління Гагіка I місто Ані стало крупним культурним і торгово-ремісничим центром регіону. Там було збудовано кафедральний собор (круглий триярусний храм за зразком церкви у Звартноці).
Після смерті Гагіка I Анійське царство розпалось на дві частини.